# Accord de libre-échange entre les États-Unis et Bahreïn
L'accord de libre-échange entre les États-Unis et Bahreïn' est un accord de libre-échange signé le 14 septembre 2004 entre les États-Unis et la Bahreïn et entrée en application le 11 janvier 2006. 